# Hans Kaspar Schwarz
Hans Kaspar Schwarz (* 12. März 1891 in Solothurn; † 6. April 1966 in Muri AG) war ein Schweizer Maler, Plastiker und Autor. 

## Leben
Hans Kaspar Schwarz wurde 1891 in Solothurn als drittes von vier Kindern geboren. Sein Vater, Hermann Schwarz (1852–1903) betrieb mit zwei Brüdern eine Baumwollweberei in Bellach. Nach dem frühen Tod seines Vaters – Hans Kaspar war 12 Jahre alt – zog die Mutter Anna Maria Schwarz-Daubenmeier (1864–1945) mit den Kindern nach St. Gallen, wo der manuell begabte Hans Kaspar von 1906 bis 1909 die Kunstgewerbeschule (Malklasse Hugo Pfendsack) besuchen konnte. Nach abgebrochenem Architekturstudium an der ETH Zürich arbeitete er kurzzeitig bei einem Verwandten, dem Architekten Albert Froelich (der das Krematorium Zürich baute), zuerst in dessen Büro in Charlottenburg, Berlin, dann in Zürich. Zum Weiterstudium wechselte Schwarz 1914 an die Technische Hochschule in München. Die fakultativen Fächer – Freihand- und Aktzeichnen – interessierten ihn hauptsächlich, so dass er sich 1915/1916 an der privaten Malschule von Moritz Heymann auf die Aufnahmeprüfung der Königlichen Akademie der Bildenden Künste vorbereitete, wo er nach bestandener Prüfung im Wintersemester 1916/17 aufgenommen wurde. Sein Lehrer war Angelo Jank (1868–1940). Auch an der Akademie hielt er es nicht lange aus und er schwankte zwischen praktischer Arbeit als Architekt und der Kunst. 
In München lerne er seine erste Frau kennen, die polnische Kunststudentin Janina Godovska. Sie hatten zusammen einen Sohn Hugo. 1920 wanderte die Familie nach Rom aus. Während Janina in einer Keramik-Manufaktur Geschirr bemalte, belegte Hans Kaspar Kurse an der Englischen Akademie in Zeichnen und Porträtieren, sowie an der Französischen Akademie in Akt und Lithographieren. Ab 1923 nahm Familie Schwarz ihren Wohnsitz in Ascona ein, wo sie um 1924 ein eigenes Atelierhaus an der Via Collina bauen liess. 
1927 trennte sich das junge Paar und Schwarz reiste nach Berlin, Paris und München. 1928 lernte er an einem Faschingsfest seine zweite Frau Christine Schwarz-Thiersch kennen, zu dem Christines Bruder Heinz und die Kinder von Thomas Mann eingeladen hatten. 1929 wurden die Söhne Johannes und 1921 David geboren. Die Familie wohnte ab 1942 in einem selbst entworfenen, „goetheanistisch“ gestalteten Atelierhaus in Adliswil-Oberleimbach. Anfang der 1960er Jahre kündigte sich ein Krebsleiden an. Schwarz wurde operiert und schliesslich pflegebedürftig, was den Umzug ins Künstlerhaus Boswil nötig machte. Regelmässige Kur- und Malaufenthalte in Clavadel, Samedan, Goldiwil, Zeneggen und auf der Lauchernalp im Lötschental brachten willkommene Abwechslung in den Alltag. 
Er starb am 6. April 1966 im Spital Muri.

## Werk
Das Werk von Hans Kaspar Schwarz umfasst Zeichnungen, zahlreiche Porträts in Öl oder als plastische Arbeiten in Ton, Blumenbilder, Aktkompositionen, weitläufige Schnee- und Berglandschaften, grosse Figuren- und Gruppenbilder, Aquarelle und Lithographien. 
Schwarz betätigte sich auch schriftstellerisch. Er veröffentlichte im Selbstverlag das Buch «Vom Lebenssinn des Weissen Kreuzes auf dem roten Grund».